# Denver Broncos
Denver Broncos – zawodowy zespół futbolu amerykańskiego z siedzibą w Denver, w stanie Kolorado. Drużyna jest obecnie członkiem Dywizji Zachodniej konferencji AFC ligi NFL. Klub powstał w roku 1960, jako członek założyciel ligi American Football League, która później połączyła się z NFL.
W początkowym okresie swojej działalności Broncos byli klubem ze skromnym potencjałem rynkowym. Jednak później, po sześciokrotnym dojściu do Super Bowl, klub dołączył do elity ligi. Obecnie zespół uważa się powszechnie za jedną z najbardziej spełnionych drużyn NFL – zarówno na boisku, jak i poza nim: klub ma stabilną bazę kibiców, dobrą oglądalność telewizyjną i wyniki marketingowe.
W swoich pierwszych czterech występach w Super Bowl Broncos przegrywali różnicą punktów pogłębiającą się z finału na finał, czym zaskarbili sobie opinię sfrustrowanych nieudaczników. Ten wizerunek zmieniło dopiero zwycięstwo w dwóch kolejnych Super Bowl, w latach 1998–1999.
W roku 2015 Denver Broncos dodali do swej kolekcji trzecie zwycięstwo w Super Bowl L (50) nad drużyną Carolina Panthers wynikiem 24-10.

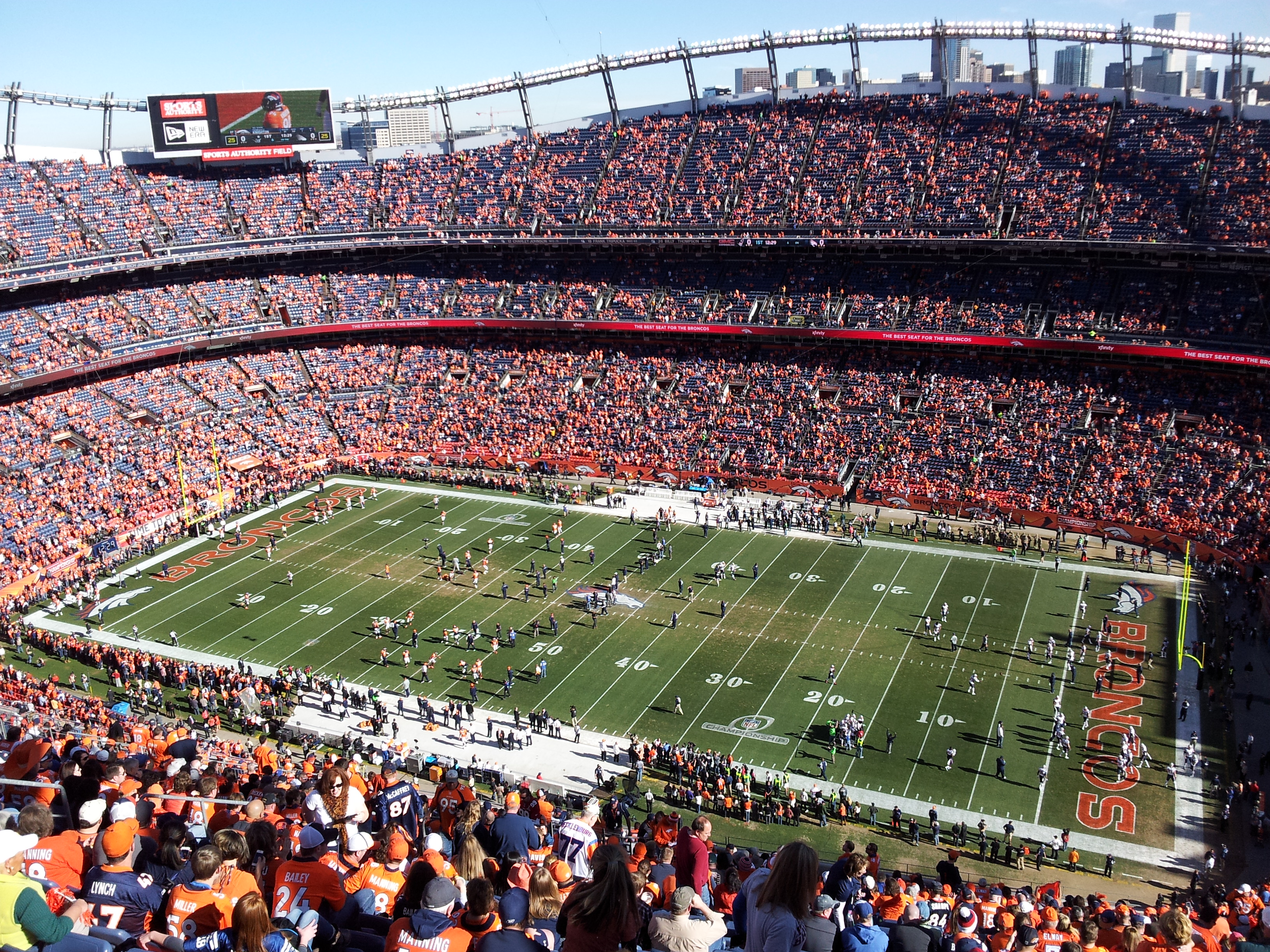
Stadion drużyny

Zawodnicy polskiego pochodzenia w Broncos: Marv Matuszak (1964), Bill Romanowski (1996-2001).